# Charles Cripps, 1:e baron Parmoor
Charles Alfred Cripps, 1:e baron Parmoor, född 3 oktober 1852 i West Ilsley, Berkshire, död 30 juni 1941, var en engelsk jurist och politiker.

## Biografi
Cripps blev advokat 1877 samt var ledamot av underhuset 1895-1900, 1901-06 och 1910-14, då han tillhörde det konservativa partiet. År 1908 erhöll han knightvärdighet (Sir Alfred Cripps). Han var varmt religiös och strängt högkyrklig och utsågs till kansler och vicar-general för kyrkoprovinsen York 1900 och var vicar-general för kyrkoprovinsen Canterbury 1902-24. Han blev ledamot av överdomstolen Judicial Committee of the Privy Council 1914 och i samband därmed upphöjd till peer (Baron Parmoor). 
Parmoors starka pacifism och livliga intresse för sociala frågor förde honom under första världskriget med tiden allt närmare Labourpartiet, och han var (januari-november 1924) medlem av Ramsay MacDonalds ministär som lordpresident, och senare även i densammes andra ministär 1929-31. Han var samma år även brittiskt ombud i Nationernas förbunds råd och delegerad vid förbundsförsamlingens möte i Genève. Han deltog aktivt i de ekumeniska strävandena och höll i september 1921 vid 11:e allmänna kyrkliga mötet i Stockholm föredrag om kyrkans plikter i den dåvarande ekonomiska krisen. Han deltog i den internationella kongress Rädda Barnen samtidigt höll i Stockholm och redogjorde i ett föredrag för den internationella hjälporganisation, "Fight-the-Famine Council for Economic Reconstruction", för vilken han var ordförande. Han deltog även i det Stora ekumeniska mötet i Stockholm 1925.